# بارامانغا إرنيست يونلي
بارامانغا إرنيست يونلي (بالفرنسية: Paramanga Ernest Yonli). ولد في عام 1956 . هو رجل سياسة من بوركينا فاسو. رئيس وزراء البلاد من 6 نوفمبر 2000 حتى 3 يونيو 2007 .